# Phaselis

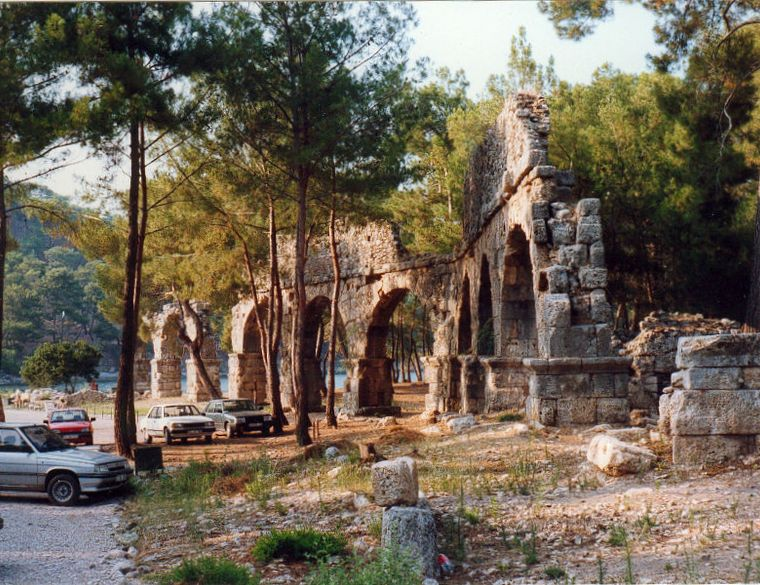
L'aqueduc

Phaselis est une cité antique Lycienne de la province d'Antalya en Turquie. Elle se situe entre la chaîne des monts Bey et la forêt du parc national d'Olympos, 8 km au sud-ouest de la station balnéaire de Kemer et à 57 km d'Antalya.

## Histoire
Certaines sources attestent que la ville aurait été fondée en -690 par des colons Rhodiens, sous le commandement du dorien Lacios. Ce dernier, originaire de Thessalie, avait reçu de l'oracle de Delphes, l'ordre de marcher vers le levant. Arrivé à la frontière de la Lycie et de la Pamphylie, il acheta le terrain, sur lequel il voulait fonder la cité, au propriétaire, un berger nommé Cylabras. Une fois la cité bâtie, les habitants lui érigèrent un sanctuaire et lui offrirent régulièrement du poisson.
Elle fut le plus important port de l'ouest du Pays Lycien pendant des siècles, par sa position privilégiée sur la route maritime reliant la Grèce à la Syrie puis la Palestine. La ville exportait notamment du bois issu de l'arrière-pays, ainsi que des roses destinées à la production de parfums. Hérodote en parle comme d'une cité de pirates.
Phaselis sera sous domination perse au milieu du VIe siècle av. J.-C. Elle ne sera libérée qu'en -469 par Cimon d'Athènes, en même temps que le reste de la Lycie. Phaselis s'alliera ensuite au général grec contre les Perses, mais contraint de verser un fort tribut.
Alexandre le Grand est ainsi accueilli en libérateur en -333. À la demande de Phaselis, il attaquera sa rivale Termessos.
Phaselis passe ensuite sous domination des Lagides jusqu'en -197, puis des Séleucides.
En -190, elle repasse sous domination rhodienne.
Une fois libérée, elle rejoint vers -150 la Confédération Lycienne avant d'être conquise par des pirates ciliciens, puis d'être rattachée à l'empire romain grâce au commandant Manlius Servilius.
Phaselis est conquise par les Seldjoukides en 1158. Elle sombrera ensuite dans l'oubli au bénéfice des villes portuaires d'Antalya et Alanya.

## Architecture
Phaselis avait trois ports.
Au milieu de la ville, on trouve une grand-rue. Dans sa partie méridionale se situe la porte d'Hadrien, commémorant la visite de l'empereur en 129. Le long de cette rue on peut également trouver les ruines d'échoppes et d'endroits publics, tels les thermes romains, trois agoræ ou encore des théâtres de la même époque. La ville possédait également un aqueduc à l'époque romaine.

## Personnalités liées
- Le philosophe Critolaos